# Gaziantepspor
Gaziantepspor Kulübü – turecki klub piłkarski założony w 1969 roku rozgrywający swoje mecze na stadionie Gaziantep Stadyumu (35 tysięcy pojemności) w prowincji Gaziantep na południu Turcji. 

## Udział w rozgrywkach krajowych
- Poziom pierwszy: 1979–1983, 1990–2017

- Poziom drugi: 1972–1979, 1983–1990, 2017-2018

- Poziom trzeci: 1970–1972, 2018-2019

### Udział wSuper LidzeiPucharach
| Sezon   | Liga. | Poz. | M  | Z  | R  | P  | B+ | B- | Pkt | Puchar      | Manager                      |
| ------- | ----- | ---- | -- | -- | -- | -- | -- | -- | --- | ----------- | ---------------------------- |
| 2005/06 | SL    | 11   | 34 | 10 | 10 | 14 | 34 | 50 | 40  | Półfinał    | Walter Zenga                 |
| 2006/07 | SL    | 11   | 34 | 11 | 10 | 13 | 31 | 39 | 43  | Ćwierćfinał | Samet Aybaba                 |
| 2007/08 | SL    | 9    | 34 | 11 | 10 | 13 | 36 | 45 | 43  |             | Erdoğan Arıca / Mesut Bakkal |
| 2008/09 | SL    | 8    | 34 | 12 | 11 | 11 | 46 | 48 | 47  |             | Nurullah Sağlam              |
| 2009/10 | SL    | 13   | 34 | 9  | 13 | 12 | 38 | 39 | 40  |             | José Couceiro                |
| 2010/11 | SL    | 4    | 34 | 17 | 8  | 9  | 44 | 33 | 59  | Półfinał    | Tolunay Kafkas               |

### Sukcesy
- Süper Lig

Trzecia pozycja (2): 1999–00, 2000–01
- Bank Asya 1. Lig

Zwycięzcy (2): 1978–79,1989–90

### Puchary
- Puchar TSYD (Ankara) :

Zwycięzcy  (1)
- Puchar TSYD (Adana):

Zwycięzcy  (5)
- Gençlik ve Spor Bakanlığı Cup :

Zwycięzcy  (1978–79)

## Europejskie puchary
Legenda do wszystkich tabel:
- Q – runda eliminacyjna, 1/16, 1/8, 1/4, 1/2 – odpowiednia faza rozgrywek, Grupa – runda grupowa, 1r gr – pierwsza runda grupowa, 2r gr – druga runda grupowa, F – finał, R – runda, PO – play-off
- k. – rzuty karne, los. – losowanie, Dogr. – dogrywka, w. – zasada bramek strzelonych na wyjeździe

| Sezon   | Rozgrywki        | Runda    | Klub             | Dom | Wyjazd | Ogólnie    |
| ------- | ---------------- | -------- | ---------------- | --- | ------ | ---------- |
| 1996    | Puchar Intertoto | Grupa 10 | Trans Narva      | 0–0 |        | 4. miejsce |
| 1996    | Puchar Intertoto | Grupa 10 | Lierse SK        |     | 0–1    | 4. miejsce |
| 1996    | Puchar Intertoto | Grupa 10 | Vasas SC         | 3–2 |        | 4. miejsce |
| 1996    | Puchar Intertoto | Grupa 10 | FC Groningen     |     | 1–1    | 4. miejsce |
| 2000/01 | Puchar UEFA      | 1R       | Deportivo Alavés | 3–4 | 0–0    | 3–4        |
| 2001/02 | Puchar UEFA      | Q        | Zimbru Kiszyniów | 4–1 | 0–0    | 4–1        |
| 2001/02 | Puchar UEFA      | 1R       | Hapoel Tel Awiw  | 1–1 | 0–1    | 1–2        |
| 2003/04 | Puchar UEFA      | 1R       | Hapoel Tel Awiw  | 1–0 | 0–0    | 1–0        |
| 2003/04 | Puchar UEFA      | 2R       | RC Lens          | 3–0 | 3–1    | 6–1        |
| 2003/04 | Puchar UEFA      | 3R       | AS Roma          | 1–0 | 0–2    | 1–2        |
| 2011/12 | Liga Europy      | 2Q       | FK Mińsk         | 4–1 | 1–1    | 5–2        |
| 2011/12 | Liga Europy      | 3Q       | Legia Warszawa   | 0–1 | 0–0    | 0–1        |

### Bilans występów
| Puchar                | M  | Wuyyyy | R | P | B+ | B- |
| --------------------- | -- | ------ | - | - | -- | -- |
| Puchar UEFA           | 12 | 5      | 4 | 3 | 16 | 10 |
| Liga Europy UEFA      | 4  | 1      | 2 | 1 | 5  | 3  |
| Puchar Intertoto UEFA | 4  | 1      | 2 | 1 | 4  | 4  |
| Razem                 | 20 | 7      | 8 | 5 | 25 | 17 |

## Skład na sezon 2015/2016
| Nr | Poz. | Piłkarz               |
| -- | ---- | --------------------- |
| 1  | BR   | Žydrūnas Karčemarskas |
| 2  | OB   | Mehmet Sedef          |
| 3  | OB   | Elyasa Süme           |
| 4  | OB   | Ognjen Vranješ        |
| 5  | PO   | Abdülkadir Kayalı     |
| 6  | PO   | Erdem Şen             |
| 7  | PO   | Emre Nefiz            |
| 8  | PO   | Oğuzhan Türk          |
| 9  | NA   | Demba Camara          |
| 10 | NA   | Muhammet Demir        |
| 11 | NA   | John Chibuike         |
| 12 | PO   | Daniel Larsson        |
| 14 | PO   | Anton Puciła          |

| Nr | Poz. | Piłkarz                        |
| -- | ---- | ------------------------------ |
| 15 | OB   | Gbenga Arokoyo                 |
| 16 | PO   | Ferhad Ayaz                    |
| 17 | PO   | Orkan Çınar                    |
| 20 | PO   | Muhammed Ildiz                 |
| 21 | PO   | Mustafa Durak                  |
| 22 | PO   | Abuda                          |
| 26 | OB   | Barış Yardımcı                 |
| 35 | PO   | İsmail Haktan Odabaşı          |
| 45 | OB   | Süleyman Özdamar               |
| 50 | OB   | Marçal (wypożyczony z Benfiki) |
| 68 | BR   | Alperen Uysal                  |
| 91 | BR   | Bora Sevim                     |